# Кузьмич Олексій Васильович
Олексій Васильович Кузьмич (біл. Аляксєй Васільевіч Кузьміч; 1 червня 1945 року, Брестська область, Булоруська РСР – 31 жовтень 2013, Мінськ, Білорусь) — білоруський  художник.

## Життєпис
Народився 1 червня 1945 року в селі Мохро білоруського Полісся. Батько незабаром після повернення з фронту помер. Мати – Олександра Максимівна, виховувала сімох дітей одна. Олексій рано почав малювати. На формування особистості художника вплинули близькі – рідні сестри, двоюрідний брат Степан, самобутній художник, а також викладач малювання у місцевій школі Анатолій Павлович Рубанович. Після закінчення 9 класів в 1962 році Олексій Кузьмич поїхав до Красноярська, де вступив на навчання до художнього училища імені В. І. Сурикова. Велику роль в становленні художника зіграв Красноярський державний художній музей ім. В. І. Сурикова з зібранням творів живопису російського мистецтва XIX – XX століть, – багато часу було проведено за відпрацюванням техніки художнього письма.
Олексій Кузьмич був призваний до армії, в ракетні війська стратегічного призначення. За службовим обов'язком займався виконанням художньо–оформлювальних робіт. Отримав в армії 1–й розряд з вільної боротьби і 2–й розряд з гирьового спорту.
У 1968 році Олексій Кузьмич приїхав до Мінська з наміром вступити в Білоруський державний театрально-художній інститут. Запізнившись до моменту подачі документів, влаштувався працювати на Мінський підшипниковий завод. Дізнавшись про існування у Палаці Культури мінського тракторного заводу ізостудії, показав свої малюнки викладачеві Анатолію Баранівському, який високо оцінив художній хист Олексія Кузьмича. Після року занять з Анатолієм Барановським, в 1968 році, вступив до Білоруського державного театрально-художній інститут і успішно закінчив його в 1975 році. Його викладачами були відомі білоруські художники: Борис Аракчеев, Натан Воронов, Петро Крохолёв. Випускнику запропонували залишитися викладати в інституті. Отримавши певний досвід викладання, Олексій Кузьмич пішов з інституту і повністю віддався творчості. З 1975 року був напівзабороненим художником. Він не мав можливості проводити свої виставки практично до розпаду СРСР. Лише в 1989 в Мінську на ВДНГ відбулася перша персональна виставка Кузьмича, на якій була представлена серія робіт з Мадоннами, які стали візитною карткою художника. Помер 31 жовтня 2013 року в Мінську.

## Творчість
Перші творчі досліди Олексія Кузьмича характеризуються прихильністю до портрету, тематичної картини. Він писав навколишній світ, людей: «У вікна» (1974), «Недільний день» (1976), «Дівчина і квіти» (1976), «В майстерні художника» (1977). Далі художник переключився в своєму живописі на проблеми більш філософського плану – про сенс присутності людини на Землі, про моральний обов'язок, про призначення жінки–матері (Мадонни), про духовну роль слов'янських народів в еволюції всього людства. Розмірковував про проблеми духовного вдосконалення людини, про боротьбу добра і зла.Головною героїнею живопису Олексія Кузьмича завжди була Жінка, через образ якої він зображував ідеали добра, чистоти і краси. Сам художник характеризував своє кредо таким девізом: «Хто любить жінку, хто любить світ, хто пише жінку, тому допомагає Бог». У стилістиці творів на тему Мадонни стала проступати деяка іконна образність, що має значний художній вплив. Художником було створено всього понад 700 «мадонн». Серії «В раю» (1983–84), «Мадонна з занепалим ангелом» (1984–86), «Срібні Мадонни» (1986–1996), «Зійшла з небес» (1988–96), «Поліські Мадонни» (1995–96), «Державні Мадонни», «Страждання Русі в XX столітті» (обидві 1997–98) і інші .
Пензлю Олексія Кузьмича належить ряд портретів відомих діячів білоруської та російської культур. У 1980 році він написав портрет білоруської актриси, народної артистки СРСР Стефанії Станюти, в 1983 році – портрети народних артистів СРСР Галини Макарової і Здіслава Стоми, в 1988–89 роках – портрети скульптора, лауреата Ленінської премії СРСР В. Занковіча, кінорежисера Михайла Пташука.У своїх картинах Олексій Кузьмич розмірковував також про білоруську ідентичності: «Пам'яті Гусовського» (1981), «Живи і пам'ятай» (1985), «Протистояння» (1985), «Присвячується Чорнобилю» (1988-89), «Жертвопринесення» (1989 